# Bananas!*
Pour plus de détails, voir Fiche technique et Distribution.
Bananas!* est un film documentaire suédois de 2009, réalisé par Fredrik Gertten à propos du conflit juridique entre la Dole Food Company et les travailleurs des plantations de banane au Nicaragua, à propos de cas avérés de stérilité provoqués par le pesticide DBCP.
Il a pour suite Big Boys Gone Bananas!*.

## Fiche technique
- Titre : Bananas!*
- Réalisation : Fredrik Gertten
- Musique : Nathan Larson
- Photographie : Joseph Aguirre et Frank Pineda
- Montage : Olivier Bugge Coutté et Jesper Osmund
- Production : Margarete Jangård
- Société de production : WG Film et Magic Hour Films
- Pays :  Suède et  Danemark
- Genre : Documentaire
- Durée : 80 minutes
- Dates de sortie : 
  - Suède : 9 octobre 2009